# Halimocnemis occulta
Halimocnemis occulta là loài thực vật có hoa thuộc họ Dền. Loài này được (Bunge) Hedge mô tả khoa học đầu tiên năm 1997.